# Sant Andreu de la Vola
Sant Andreu de la Vola és una entitat de població del municipi osonenc de Sant Pere de Torelló. Se situa al nord del terme municipal, al costat de la carretera BV-5224 que la connecta amb Sant Pere de Torelló pel sud i amb la Vall d'en Bas pel nord a través de la collada de Bracons. La construcció de l'autovia C-37 de Vic a Olot ha fet possible la connexió amb la comarca de la Garrotxa a través del túnel de Bracons, la boca osonenca del qual se situa en aquest poble.
La seva població l'1 de gener de 2020 era de 15 habitants (6 homes i 9 dones) disseminats arreu de l'antic terme.

## Història
El lloc de La Vola apareix documentat des de l'any 923 amb la forma Avetola. El 1826 els pagesos de Sant Pere de Torelló es van deparar del municipi de Sant Pere de Torelló per formar un nou municipi amb el nom de Masies de Sant Pere de Torelló, a conseqüència de la rivalitat entre el camp i la vila ja d'ençà el segle xviii. El 1920 aquest municipi es va fusionar amb el de la Vola i Curull, i sis anys més tard, el municipi resultant de la Vola va ésser annexat per Sant Pere de Torelló. El 1856 el municipi de la Vola tenia 531 habitants, avui ha perdut prop del 97% dels seus habitants.

## Llocs d'interès
- Església de Sant Andreu de la Vola, d'origen romànic, molt modificada.
- Ermita de Sant Nazari.